# آن جونستون
آن جونستون هي متزلجة فنية كندية، ولدت في 18 أبريل 1936 في تورونتو في كندا.

## وصلات خارجية
- آن جونستون على موقع اللجنة الأولمبية الدولية (الإنجليزية)
- آن جونستون على موقع أوليمبيديا (الإنجليزية)
- آن جونستون على موقع اللجنة الأولمبية الكندية (الإنجليزية)